# Józef Niedzielski
Józef Niedzielski (ur. 5 maja 1899 w Łodzi, zm. pod koniec marca 1938 w Berezie Kartuskiej) – działacz komunistyczny i związkowy.

## Biogram
Syn Andrzeja i Rozalii. Podczas nauki w Wieczorowej Szkole dla Dorosłych w 1919 związał się z lewicowym ruchem politycznym. W 1920 uczestniczył w wojnie polsko-sowieckiej, dwukrotnie ranny. Od ok. 1922/1923 działał w związku zawodowym włókniarzy, za co został zwolniony z pracy i w latach 1923–1925 pracował we Francji jako górnik i tokarz. 
Po powrocie do kraju od 1927 działał w Polskiej Partii Socjalistycznej-Lewica (PPS-Lewica) i Komunistycznej Partii Polski (KPP). 1928–1929 przebywał w Rumunii, skąd został wydalony za zorganizowanie strajku włókniarzy. W 1933 był członkiem Centralnego Komitetu Strajkowego podczas powszechnego strajku włókniarzy; ponownie należał do tego komitetu w 1936, podczas kolejnego strajku. Następnie został sekretarzem Komitetu Dzielnicowego (KD) KPP Łódź Śródmiejska-Lewa, a potem (od 1936) członkiem Zarządu Okręgowego związku klasowego włókniarzy i wiceprzewodniczącym Zarządu Oddziału Fabrycznego. Od września 1936 członek Rady Miejskiej w Łodzi, a od stycznia 1937 ławnik. 
16 stycznia 1938 został aresztowany za działalność komunistyczną i osadzony w obozie w Berezie Kartuskiej, gdzie zmarł w wyniku pobicia i wycieńczenia. Pozostawił żonę i syna. Po wojnie jego imieniem nazwano łódzką fabrykę, w której pracował.